# Харлап, Светлана Евгеньевна
Светла́на Евге́ньевна Харла́п (17 декабря 1940, Москва, СССР — 26 апреля 2025, там же, Россия) — советская и российская актриса театра и кино, мастер озвучивания и дублирования, участвовала в озвучке множества телепрограмм и мультфильмов.

## Биография
Светлана Харлап родилась 17 декабря 1940 года в Москве.
Училась в театральной студии при ЦДТ, в 1964 году окончила её. Затем училась в ГИТИС на театроведческом факультете (окончила в 1970 году).
В 1964 году начала работать в труппе Центрального Детского театра (позднее — РАМТ), где служила до 2022 года.
Занималась озвучиванием отечественных мультфильмов, сотрудничала с радио и телевидением. В послужном списке Светланы Евгеньевны также работы в телепередачах «Спокойной ночи, малыши», где она подарила свой голос персонажам Хрюши, Степашки и Каркуши, и «АБВГДейке». Работала на дубляже иностранных фильмов, мультфильмов и компьютерных игр, озвучивая, в основном, детские роли. Чаще дублировала фильмы на студии «Варус Видео» и «СВ-Дубле».

### Болезнь и смерть
Скончалась 26 апреля 2025 года в московской больнице на 85-м году жизни от инсульта, осложнённого пневмонией.

## Творчество

### Фильмография
- 1965 — Рано утром — подружка Нади
- 1980 — Ах, лето (Фитиль № 215) — проверяющая Балашова
- 1985 — Жажда славы (Ералаш № 50) — дружинница (нет в титрах)
- 1986 — Покупка (Фитиль № 287) — актриса
- 1986 — Галантный кавалер (Ералаш № 60) — хозяйка (нет в титрах)
- 1987 — Кувырок через голову — Лиля
- 1988 — Плата за страх (Фитиль № 309)
- 1989 — Ответный ход (Фитиль № 323) — зритель (нет в титрах)
- 1991 — Пять похищенных монахов — тётя Паня
- 2006 — Громовы — директор школы в Никольске
- 2008 — Дети белой богини — тётя Валя, вахтёр общежития
- 2009 — Книга мастеров — мамка-нянька
- 2011 — Адвокат-8 — Антонина Валерьевна, вахтёрша в цирке (24-я серия «Смертельный номер»)
- 2012 — Прокурорская проверка — бабушка Маши (серия «Последняя работа»)
- 2013 — До суда — Надежда Ивановна, бабушка Дениса (серия от 28 марта 2013)
- 2013 — Второй убойный-2 (фильм № 8 «Кровник»)
- 2013 — Мент в законе-7 — соседка (фильм № 3 «Опасные забавы»)
- 2013 — Москва. Три вокзала — соседка Коломийцева (серия «Глиняная голова»)
- 2016 — Остров — бабушка Лёши
- 2016 — Мамочки. 3-й сезон — бабушка
- 2017 — Отчий берег
- 2018 — Год культуры
- 2019 — Аванпост — женщина в такси
- 2020 — Чики — мать Валеры
- 2020 — Комета Галлея — бабушка
- 2021 — Кулагины — Изольда Максимовна

### Озвучивание мультфильмов
1. 1971 — Соломенный бычок — Бычок
2. 1972 — Приключения Незнайки и его друзей
3. 1973 — Василёк — Василёк
4. 1975 — Верните Рекса — Серёжа
5. 1975 — Комаров — Комаров
6. 1975 — Конёк-Горбунок — Конёк-горбунок
7. 1975 — Фантик. Первобытная сказка — Фантик
8. 1975 — Необычный друг — Алёша Бочаров
9. 1975 — Дядя Фёдор, пёс и кот — кот Матроскин
10. 1976 — Просто так — Мальчик
11. 1977 — Незнайка в Солнечном городе — Пончик (1-я серия)
12. 1977 — Праздник непослушания — все женские роли
13. 1977 — Шёлковая кисточка — волчонок
14. 1977 — Марусина карусель — Лошадь
15. 1978 — Кто ж такие птички? — муравей / птица
16. 1978 — Сказка о потерянном времени — девочка / возмущённая женщина у витрины магазина
17. 1980 — Пустомеля — Зайчонок
18. 1980 — Топчумба — Медвежонок
19. 1980 — Семь братьев — Фиолетовый карандаш
20. 1981 — Приключение на плоту — Зайчонок
21. 1981 — Лень — медвежонок Мишук
22. 1981 — Шиворот-навыворот — 44-й
23. 1981 — Ивашка из дворца пионеров — Ивашка
24. 1981 — Лето в Муми-доле — Снифф
25. 1982 — Котёнок по имени Гав (выпуск 5) — мальчик, забравший санки у Гава и Шарика
26. 1982 — Тайна жёлтого куста
27. 1982 — Чертёнок № 13 — 44-й
28. 1983 — В Муми-дол приходит осень — Снифф
29. 1984 — Ночной цветок — Утёнок
30. 1984 — Переменка №3. Наш дом — школьники
31. 1985 — Мы с Шерлоком Холмсом — рыжий щенок
32. 1986 — Мышонок и красное солнышко — Мышонок
33. 1986 — Слон и Пеночка — Обезьянка
34. 1986 — КОАПП. Банный день — морская черепаха
35. 1986 — Ценная бандероль
36. 1987 — Коротышка — зелёные штанишки — лягушка
37. 1988 — Мы идём искать — мальчик
38. 1989 — Всех поймал
39. 1989 — Пришелец в капусте — Ванюша
40. 1989 — Счастливый старт — дельфин Генри
41. 1989 — Счастливый старт-3 (в альтернативной версии «В объятиях русской разведки») — некоторые дельфины
42. 1990 — Пришелец Ванюша — Ванюша
43. 1991 — Ванюша и космический пират — Ванюша
44. 1991 — Подводные береты — некоторые дельфины
45. 1992 — Глаша и Кикимора — Глаша
46. 1993 — Ванюша и великан — Ванюша
47. 1993 — Пряник — Барсучонок
48. 1994 — Весёлая карусель № 27. Кто первый? — мальчик в очках
49. 1994 — Зоки и Бада
50. 1995 — Весёлая карусель № 29. Сказка про дурака Володю — Володя
51. 1997 — Незнайка на Луне — Торопыжка (2 и 10 серии) / Шпунтик (1, 2, 10, 11 и 12 серии) / доктор Пилюлькин (1, 2, 10, 11 и 12 серии) / Небоська (1, 2, 10 и 11 серии) / хозяйка, выгнавшая Звёздочку (5 серия)
52. 2003 — Пинежский Пушкин — Пушкин в детстве
53. 2018 — Лентяйка Василиса — бабушка Василисы

### Дубляж и закадровое озвучивание
В списке фильмов и мультфильмов указан год выхода на экран в стране, создавшей их. В СССР и России фильмы были дублированы и выпущены на экран, как правило, спустя годы, иногда десятилетия. Например, фильм «Унесённые ветром» вышел в России в 1990-е.

#### Фильмы
- 1939 — Унесённые ветром[3] — тётя «Питтипэт» Гамильтон (Лора Хоуп Крюс) (дубляж киностудии «Союзмультфильм»); Мамушка (Хэтти Макдэниел) (дубляж студии «Мост Видео»)
- 1982 — Чародеи — Нина Пухова (Анна Ашимова)[3][4]
- 1984 — Гремлины[5][6] — Пит Фэунтэйн (Кори Фельдман), Могвай Гизмо (дубляж студии «Варус Видео»)
- 1991 — Кудряшка Сью — Кудряшка Сью (Сьюзен Дэнсер) (Элисон Портер)[3][5][7] (дубляж студии «Варус Видео»)

#### Телесериалы
- 1986—1990 — Альф[8][9][10] — Брайан Таннер (Бенджи Грегори), бабушка Дороти (Энн Мира), Ракель Окмонек (Лиз Шеридан) (закадровый перевод киностудии «Фильм-Экспорт» по заказу СТС)
- 1996—2007 — Улица Сезам — Элмо[11]

#### Мультфильмы
- 1981 — Вук — Маленький лисёнок Вук[6] (дубляж киностудии им. Горького)
- 2011 — Гномео и Джульетта — Леди Ягодка[12]

#### Мультсериалы
- 1989—1990 — Чип и Дейл спешат на помощь[8][9][10] — котёнок Храбрец (в серии «Кошки не в счёт») / слонёнок Элиот (в серии «А слон и не подозревал») / Баффи Ратцеватски (в серии «Эффект масштаба») / Миссис Клачкойн (в серии «Итак, работаем вместе!») / Ма (в серии «Обманщики по заказу») / летучая мышь Фоксглав (в серии «Мой друг летучая мышь») / собака За-За, дублёрша звезды экрана Псины Ля Фур (в серии «Загнанных собак меняют?»)
- 1991—2004 — Ох, уж эти детки![8][9][10] — Чаки Финстер

#### Компьютерные игры
- 1999 — The Longest Journey — Сказительница[13]

### Реклама
- 2013 — реклама шоколадного батончика «Сникерс» — капризная женщина (озвучка)
- 2013 — рекламный ролик «Медиа Маркт» — старушка
- 2017 — рекламный ролик «МТС» — баба Нюра
- Около 1000 др. рекламных роликов

### Документальное кино
- Документальный сериал «Фабрика чудес» — Фильм 5 «Роли озвучивают» (2006)[14]